# Марилуизе Флайсер (награда)
Литературната награда „Марилуизе Флайсер“ (на немски: Marieluise-Fleißer-Preis) е учредена през 1981 г. от град Инголщат в памет на писателката Марилуизе Флайсер. След 1981 г. наградата се присъжда на всеки пет години, след 1986 г. – на всеки три, а след 2001 г. – на всеки две години.
Отличието се дава на немскоезични автори, чиито творби – като тези на Марилуизе Флайсер – „имат за основна тема конфликта между несбъднатите стремежи към щастие и всекидневния живот“.
След 2002 г. наградата е в размер на 10 000 €.

## Носители на наградата (подбор)
- Херта Мюлер (1989)
- Томас Хюрлиман (1992)
- Роберт Шнайдер (1995)
- Петра Морсбах (2001)
- Франц Ксавер Крьоц (2007)
- Деа Лоер (2009)
- Сибиле Левичаров (2011)
- Райналд Гьоц (2013)
- Улрих Пелцер (2015)
- Кристоф Рансмайр (2017)